# テルモリ
テルモリ（イタリア語: Termoli）は、イタリア共和国モリーゼ州カンポバッソ県にある、人口約34,000人の基礎自治体（コムーネ）。

## 地理

### 位置・広がり

#### 隣接コムーネ
隣接するコムーネは以下の通り。
- カンポマリーノ
- グリオネージ
- ペタッチャート
- ポルトカンノーネ
- サン・ジャーコモ・デッリ・スキアヴォーニ

## 行政

### 分離集落
テルモリには、以下の分離集落（フラツィオーネ）がある。
- Airino, Litorale Nord, Mucchietti, Porticone, Rio Vivo, Santa Maria degli Angeli (Difesa Grande), Santa Maria Valentino

## 文化・観光
「スローシティ」加盟都市である。